# Joseph Jean-Baptiste Gaspard Hubert de Coriolis d'Espinouse
Pour les articles homonymes, voir Coriolis.
Joseph Jean-Baptiste Gaspard Hubert de Coriolis d'Espinouse (né à Aix-en-Provence le 14 janvier 1719 et mort à Nîmes le 15 octobre 1773) est un prêtre catholique français.

## Biographie
Il est le 2e fils de Pierre II de Coriolis d'Espinouse, Président à Mortier en 1712 et de Renée Charlotte Félicité de Vintimille fille de Charles-François de Vintimille du Luc. Il est le frère ainé du Chef d'escadre des Armées Navales Charles Régis de Coriolis d'Espinouse.
Prêtre du diocèse d'Aix, licencier en Droit. Il devient Chanoine de la cathédrale Notre-Dame de Paris vicaire général du diocèse. Il est désigné le 25 mai 1750 comme agent général du clergé de France par la Province ecclésiastique de Paris. En septembre 1740 il avait été nommé par le roi abbé commendataire de l'Abbaye des Écharlis au diocèse de Sens. Dès le 21 septembre 1741 il signe un accord avec les religieux et s'engage à respecter les accords pris avec son prédécesseur sur la réfection des locaux. Il met en œuvre une vaste campagne de travaux dont il ne voit pas la fin car il meurt à Nîmes octobre 1773. En effet après la fin de son mandat il est mentionné en 1755 comme abbé commendataire de l'abbaye de Saint-Gilles où il réside